# Allendale, Illinois
Allendale är en ort i Wabash County i Illinois. Vid 2010 års folkräkning hade 475 invånare.